# 3239 Meizhou
3239 Meizhou (1978 UJ2) là một tiểu hành tinh vành đai chính được phát hiện ngày 29 tháng 10 năm 1978 bởi Đài thiên văn Tử Kim Sơn ở Nanking.